# Raionul Ungheni
Raionul Ungheni este un raion în partea centrală a Republicii Moldova. Capitala sa este orașul Ungheni.

## Demografie

### Statistici vitale
Principalii indicatori demografici, 2013:
- Natalitatea: ▼1.499 (12,8 la 1.000 locuitori)
- Mortalitatea: ▼1.254 (10,7 la 1.000 locuitori)
- Spor natural: +245

### Structura etnică
| Grup etnic         | Populație | % Procentaj* |
| ------------------ | --------- | ------------ |
| Moldoveni / Români | 93.011    | 92,5%        |
| Ucraineni          | 5.431     | 5,40%        |
| Ruși               | 2.766     | 1,30%        |
| Bulgari            | 93        | 0,08%        |
| Găgăuzi            | 90        | 0,08%        |
| Țigani             | 68        | 0,06%        |
| Alții              | 353       | 0,32%        |

## Geografie

### Relieful
Relieful raionului Ungheni se caracterizează prin zone de dealuri joase, văi largi, lunca cursului mijlociu a râului Prut, ce fac parte din Podișul Moldovei Centrale.

### Clima
Clima este temperat-continentală ca și în întreaga republică. Iarna este blândă și scurtă, vara este călduroasă și lungă. Temperatura medie anuală a aerului este 8-9°C. Cantitatea medie anuală de precipitații este 380-350 mm.

### Sol
Principalele tipuri de sol sunt cernoziomul, soluri de tipuri cenușii, de pădure și calcaros. Predomină solurile de cernoziom – 75-80 %. Bonitatea medie a terenurilor agricole după structura solului e de 61 puncte.
Rezervele de humus în stratul de sol au o grosime de peste 1 metru.

### Ape
Rețeaua hidrologică constituie 2.706 hectare și este reprezentată în primul rând de râul Prut, care străbate raionul pe o lungime de 80,3 km, cât și de 9 afluenți ai acestuia și 132 de iazuri. Pentru localitățile rurale apele subterane sunt principala sursă de apă potabilă de uz gospodăresc. Acestea ies la suprafață prin 6.170 de fântâni (70 arteziene) și 67 de izvoare. Majoritatea sunt îngrijite și amenajate.

### Zăcăminte
Pe teritoriul raionului sunt zăcăminte de materiale pentru construcție: argile, nisipuri, depuneri de pietriș și prundiș, care se exploatează prin cariere deschise.

### Arii protejate
Printre ariile protejate din raion se numără rezervația științifică Plaiul Fagului, rezervația peisagistică Valea Mare, panta abruptă de lângă satul Sinești și terasa levantină din zona codrilor.

## Administrație și politică
Președintele raionului Ungheni este Dionisie Ternovschi (PAS), ales la 18 decembrie 2023.
Componența Consiliului Raional Ungheni (33 de consilieri), ales la 5 noiembrie 2023, este următoarea:
|  | Partid                                        | Consilieri | Componență | Componență | Componență | Componență | Componență | Componență | Componență | Componență | Componență | Componență | Componență |
|  | --------------------------------------------- | ---------- | ---------- | ---------- | ---------- | ---------- | ---------- | ---------- | ---------- | ---------- | ---------- | ---------- | ---------- |
|  | Partidul Acțiune și Solidaritate              | 11         |            |            |            |            |            |            |            |            |            |            |            |
|  | Partidul Socialiștilor din Republica Moldova  | 7          |            |            |            |            |            |            |            |            |            |            |            |
|  | Partidul Social Democrat European             | 4          |            |            |            |            |            |            |            |            |            |            |            |
|  | Partidul Comuniștilor din Republica Moldova   | 3          |            |            |            |            |            |            |            |            |            |            |            |
|  | Coaliția pentru Unitate și Bunăstare          | 2          |            |            |            |            |            |            |            |            |            |            |            |
|  | Partidul Dezvoltării și Consolidării Moldovei | 2          |            |            |            |            |            |            |            |            |            |            |            |
|  | Partidul Democrația Acasă                     | 1          |            |            |            |            |            |            |            |            |            |            |            |
|  | Partidul Liberal Democrat din Moldova         | 1          |            |            |            |            |            |            |            |            |            |            |            |
|  | Platforma Demnitate și Adevăr                 | 1          |            |            |            |            |            |            |            |            |            |            |            |
|  | Mișcarea „Respect Moldova”                    | 1          |            |            |            |            |            |            |            |            |            |            |            |

## Diviziuni administrative
Raionul Ungheni are 74 de localități: 2 orașe, 31 de comune și 41 de sate.

## Cultură
Rețeaua bibliotecilor publice din raionul Ungheni cuprinde 57 de biblioteci, inclusiv o filială de carte română (parteneră a Bibliotecii Județene „G. Barițiu” din Brașov, România).